# Această femeie (film din 1969)
Această femeie (titlul original: în spaniolă Esa mujer) este un film dramatic muzical spaniol, realizat în 1969 de regizorul Mario Camus, după un subiect de Antonio Gala, protagoniști fiind actorii Sara Montiel, Ivan Rassimov, Cándida Losada și Marcela Yurfa.

## Rezumat
Sfârșitul secolului al XIX-lea. Soledad Romero, o cunoscută cântăreață, este acuzată de crimă. În timpul procesului, povestea sa tragică este dezvăluită. La început este călugăriță misionară, dar în timpul unei revolte este violată. Traumatizată, părăsește misiunea și se întoarce în Spania pentru a lucra într-un atelier de broderie. Cunoaște un tipograf care o abandonează când află despre trecutul ei. Mai târziu, ea întâlnește un bărbat în vârstă care îi descoperă talentul pentru cântat și începe cariera artistică. Reușește să devină celebră și se îndrăgostește de un soldat care este dependenț de jocuri de noroc și care îi ia bani. După această durere, ea decide să se întoarcă la mănăstire, dar nu este admisă. În cele din urmă, se îndrăgostește de un bărbat căsătorit cu care începe o dragoste pasională...

## Distribuție
- Sara Montiel – Soledad Romero Fuentes
- Ivan Rassimov – Carlos Alcántara
- Cándida Losada – maica Lucía
- Marcela Yurfa – maica San Pablo
- Hugo Blanco – Javier
- José Marco Davó – Juan José
- Jesús Aristu – Luis
- Ricardo Díaz – Ramón
- Patricia Nigel – Eugenia Guzmán
- Marta Reves – maica Clara
- Matilde Muñoz Sampedro – Eduarda Rodríguez
- Fernando Hilbeck – Abogado
- William Layton – Juez
- Carlos Otero – agent fiscal
- Francisco Merino – inspector de poliție
- José Orjas – Herrera
- María Vico – maica superioară
- Vicente Vega – agent fiscal

## Lansare
Filmul Această femeie a avut premiera în Spania pe data de 12 mai 1969.
În România premiera filmului a avut loc la data de 1 iulie 1970 la cinematograful „Patria”  din capitală.